# Molophilus palpifer
Molophilus palpifer är en tvåvingeart som beskrevs av Evgenyi Nikolayevich Savchenko 1976. Molophilus palpifer ingår i släktet Molophilus och familjen småharkrankar. Inga underarter finns listade i Catalogue of Life.